# Vila Garcia (Guarda)
Vila Garcia é uma povoação portuguesa sede da Freguesia de Vila Garcia do Município da Guarda, freguesia com 15,33 km² de área e 304 habitantes (censo de 2021), tendo, por isso, uma densidade populacional de 19,8 hab./km².
A esta freguesia pertencem os lugares de: 
- Carapito da Légua[3]
- Cairrão[4]
- Ordonho
- Vila Garcia

## História
Não se sabem as origens rigorosas desta aldeia, se bem que se sabe que o povoado que veio a dar lugar a Vila Garcia já existia antes da fundação da nacionalidade portuguesa. A ponte pré-romana é um elemento histórico evidenciador da antiguidade da localidade.
O Padre Manuel Saraiva da Costa, em 1754, ocupou-se de erigir a capela da Nossa Senhora das Necessidades, que ainda hoje integra o património histórico da localidade. Sabe-se que, por volta do século XIX, a freguesia começara já a esboçar uma configuração semelhante à que tem hoje, abarcando já os lugares de Vila Garcia, da Quinta da Vela, dos Carigos, da Quinta do Cristóvão e de Vale do Seixo.

### Toponímia
A origem do nome desta aldeia advém do antigo nome latino Villa Garciæ, que significava «a herdade de Garcia», sendo que Garcia terá sido o apelido dalguma figura notável da região, durante a era visigótica.

## Demografia
A população registada nos censos foi:
| Distribuição da População por Grupos Etários | Distribuição da População por Grupos Etários | Distribuição da População por Grupos Etários | Distribuição da População por Grupos Etários | Distribuição da População por Grupos Etários |
| -------------------------------------------- | -------------------------------------------- | -------------------------------------------- | -------------------------------------------- | -------------------------------------------- |
| Ano                                          | 0-14 Anos                                    | 15-24 Anos                                   | 25-64 Anos                                   | > 65 Anos                                    |
| 2001                                         | 52                                           | 44                                           | 156                                          | 82                                           |
| 2011                                         | 33                                           | 39                                           | 173                                          | 75                                           |
| 2021                                         | 36                                           | 33                                           | 176                                          | 59                                           |

## Património histórico
Lista:
- Ponte romana
- Fonte Velha (datada do período romano)
- Sino dos Mouros (um pedregulho com frestas que, ao serem atravessadas pelo vento, produzem sibilações que a tradição popular sustenta que soam como o repicar de sinos)
- Lagar de azeite escavado na rocha
- Sarcófagos antropomórficos (escarvadas entre as fragas, configuram uma necrópole, que se julga que datar da Alta Idade Média)
- Forno público (do século XIX)
- Miradouro e Capela de Santa Bárbara
- Capela de Nossa Senhora das Necessidades
- Igreja Matriz
- Fonte Nova e Lavadouro público